# Eerste nationale herenhandbal 2020/21
De eerste nationale 2020–21 is de hoogste divisie in het Belgische handbal.

## Opzet
Er nemen 14 ploegen aan de competitie deel. De 6 "beste" ploegen van vorig seizoen, spelen eerst een volledige competitie in BENE-League verband, terwijl de overige 8 ploegen eerst een volledige competitie in regulier eerste nationale-verband spelen. De BENE-League en de eerste nationale zijn dus deels met elkaar verweven.
Na beëindiging van deze 2 competities worden de 14 ploegen bij elkaar gevoegd, waarbij:
- De 4 Belgische ploegen, die in BENE-League als hoogste zijn geëindigd, gaan in een onderlinge volledige competitie (play-off 1) strijden voor het Belgisch kampioenschap. Hierbij begint de ploeg die in de BENE-League als hoogste is geëindigd met 4 bonuspunten, aflopend tot 1 bonuspunt voor de ploeg die in de BENE-League als vierde is geëindigd. De 2 ploegen die in deze competitie als hoogste eindigen beslissen in een best-of-three wie eindelijk de kampioen van het huidige seizoen wordt. Verder komen deze 4 ploegen volgend seizoen weer in de BENE-League uit.
- De 2 Belgische ploegen, die in BENE-League als laagste zijn geëindigd, spelen onderling een best-of-five. De winnaar van deze tweekamp speelt volgend seizoen wederom in de BENE-League en de verliezende ploeg in de reguliere competitie van de eerste nationale.
- De 4 ploegen, die in het reguliere eerste nationale-seizoen op de eerste vier plaatsen zijn geëindigd, spelen onderling een dubbele volledige competitie (play-off 2) voor de vrijgekomen plek in de BENE-League van volgend seizoen. Hierbij begint de ploeg die in het reguliere eerste nationale-seizoen als eerste is geëindigd met 4 bonuspunten, aflopend tot 1 bonuspunt voor de ploeg die als vierde is geëindigd. De ploeg die in deze competitie als eerste eindigt, promoveert naar de BENE-League.
- De 4 ploegen, die in het reguliere eerste nationale-seizoen op de laatste vier plaatsen zijn geëindigd, spelen onderling een dubbele volledige competitie (play-down) tegen degradatie naar de tweede nationale. Hierbij begint de ploeg die in het reguliere eerste nationale-seizoen als vijfde is geëindigd met 4 bonuspunten, aflopend tot 1 bonuspunt voor de ploeg die als achtste is geëindigd. De ploeg die in deze competitie als laatste eindigt, degradeert naar de tweede nationale.

## Team
| Ploeg                    | Plaats               | Provincie       | Trainer(s)         | Hal                          |
| BENE-League              | BENE-League          | BENE-League     | BENE-League        | BENE-League                  |
| ------------------------ | -------------------- | --------------- | ------------------ | ---------------------------- |
| HC AtomiX                | Haacht               | Vlaams-Brabant  | Lars Bertels       | Sportcomplex Den Dijk        |
| Sezoens Achilles Bocholt | Bocholt              | Limburg         | Bart Lenders       | De Damburg                   |
| Hubo Initia Hasselt      | Hasselt              | Limburg         | Jo Delpire         | Alverberg                    |
| Sporting Pelt            | Pelt                 | Limburg         | Björn Timmermans   | Dommelhof                    |
| Handbal Tongeren         | Tongeren             | Limburg         | Jean-Luc Grandjean | Eburons Dôme                 |
| HC Visé BM               | Wezet                | Luik            | Korneel Douven     | Hall Omnisports de Visé      |
| Poule A                  |                      |                 |                    |                              |
| Estudiantes HC Tournai   | Doornik              | Henegouwen      | Luc Vercauteren    | Hall des sports de la C.E.T. |
| HC Don Bosco Gent        | Gent                 | Oost-Vlaanderen | Seyran Krojan      | Sporthal Hekers              |
| KTSV Eupen               | Eupen                | Luik            | David Polfliet     | Sportcentrum Eupen           |
| KV Sasja HC              | Hoboken              | Antwerpen       | Alex Jacobs        | Sporthal Sorghvliedt         |
| Apolloon Kortrijk        | Kortrijk             | West-Vlaanderen | Koen Nel           | Sporthal Lange Munte         |
| Poule B                  |                      |                 |                    |                              |
| HC Eynatten-Raeren       | Eynatten             | Luik            | Bruno Thevissen    | Sportzentrum Eynatten        |
| Kreasa Houthalen         | Houthalen-Helchteren | Limburg         | Fred D'hollander   | Sportcomplex Lakerveld       |
| Olse Merksem HC          | Merksem              | Antwerpen       | PolenPiotr Konitz  | Sporthal De Rode Loop        |
| HC Izegem                | Izegem               | West-Vlaanderen | Robin Mathijs      | De Krekel                    |

## Reguliere competitie

### Poule A

#### Stand
>> Volledig afgelast, het getoonde is de oorspronkelijke stand. <<
| Pos | Club                   | Wed | W | G | V | Ptn | DV | DT | +/− | Opmerking            |
| --- | ---------------------- | --- | - | - | - | --- | -- | -- | --- | -------------------- |
| 1   | HC Don Bosco Gent      | 0   | 0 | 0 | 0 | 0   | 0  | 0  | 0   | 0000Nacompetitie0000 |
| 2   | Apolloon Kortrijk      | 0   | 0 | 0 | 0 | 0   | 0  | 0  | 0   |                      |
| 3   | KV Sasja HC            | 0   | 0 | 0 | 0 | 0   | 0  | 0  | 0   |                      |
| 4   | KTSV Eupen             | 0   | 0 | 0 | 0 | 0   | 0  | 0  | 0   |                      |
| 5   | Estudiantes HC Tournai | 0   | 0 | 0 | 0 | 0   | 0  | 0  | 0   |                      |

#### Uitslagen
>> Volledig afgelast, het getoonde is de oorspronkelijke planning. <<
| Team                   | GEN   | KOT   | SAS   | EUP   | EST   |
| ---------------------- | ----- | ----- | ----- | ----- | ----- |
| HC Don Bosco Gent      | 00-00 |       |       |       |       |
| Apolloon Kortrijk      |       | 00-00 |       |       |       |
| KV Sasja HC            |       |       | 00-00 |       |       |
| KTSV Eupen             |       |       |       | 00-00 |       |
| Estudiantes HC Tournai |       |       |       |       | 00-00 |

### Poule B

#### Stand
>> Volledig afgelast, het getoonde is de oorspronkelijke stand. <<
| Pos | Club               | Wed | W | G | V | Ptn | DV | DT | +/− | Opmerking            |
| --- | ------------------ | --- | - | - | - | --- | -- | -- | --- | -------------------- |
| 1   | Olse Merksem HC    | 0   | 0 | 0 | 0 | 0   | 0  | 0  | 0   | 0000Nacompetitie0000 |
| 2   | HC Eynatten-Raeren | 0   | 0 | 0 | 0 | 0   | 0  | 0  | 0   |                      |
| 3   | HC Izegem          | 0   | 0 | 0 | 0 | 0   | 0  | 0  | 0   |                      |
| 4   | Kreasa Houthalen   | 0   | 0 | 0 | 0 | 0   | 0  | 0  | 0   |                      |

#### Uitslagen
>> Volledig afgelast, het getoonde is de oorspronkelijke planning. <<
| Team               | MER   | E-R   | IZE   | KRE   |
| ------------------ | ----- | ----- | ----- | ----- |
| Olse Merksem HC    | 00-00 |       |       |       |
| HC Eynatten-Raeren |       | 00-00 |       |       |
| HC Izegem          |       |       | 00-00 |       |
| Kreasa Houthalen   |       |       |       | 00-00 |